# Wyżyna Bawarska
Wyżyna Bawarska, Przedgórze Alpejskie (422, historycznie także Wyżyna Szwabsko-Bawarska; niem. Deutsches Alpenvorland, Alpenvorland) – przedpole północnej części Alp, leżące na obszarze południowo-zachodnich Niemiec. Wraz z Wyżyną Szwajcarską i Przedgórzem Austriackim tworzy Północne Przedgórze Alp (niem. Alpenvorland).

## Geografia
Wyżyna Bawarska leży między Jeziorem Bodeńskim, które oddziela ją od Wyżyny Szwajcarskiej, a dolnym biegiem rzek Inn i Salzach, za którymi leży Przedgórze Austriackie. Od północy i zachodu ograniczona jest jurami Szwabską, Frankońską oraz Lasem Bawarskim, stanowiącymi część masywu Hercynidów. W części południowej występują wały morenowe i jeziora. Liczne rzeki, z których najważniejsze są Lech, Izara i Inn, płyną na północ do Dunaju w płytkich, szerokich dolinach.

### Regionalizacja
Geografowie niemieccy w miejsce podprowincji Wyżyny Bawarskiej wyróżniają dwie podprowincje: Południowe Przedgórze Alpejskie i Północne Przedgórze Alpejskie o wyraźnie odmiennym charakterze.

#### Północne Przedgórze Alpejskie
Jest zapadliskiem tektonicznym wypełnionym w trzeciorzędzie molasą i w późniejszym czasie zerodowanym. Charakterystyczne są pagórkowate i faliste tereny porozdzielane szerokimi i płaskimi dolinami rzecznymi oraz wyrównanymi stożkami napływowymi. Jest to region wybitnie rolniczy położony na wysokościach 300–700 m n.p.m. Przy jego południowej granicy znajduje się Monachium. Wyróżnia się trzy makroregiony:
- Wyżynę Górnoszwabską (Oberschwäbische Hochebene, lub Donau-Iller-Lech-Platte) na zachód od rzeki Lech.
- Wzgórza Dolnobawarskie (Unterbayerisches Hügelland lub Niederbayerisches Hügelland) na północnym wschodzie regionu.
- Górnobawarskie terasy żwirowe (Isar-Inn-Schotterplatten lub Oberbayerische Schotterplatten), niekiedy łączone w jedną całość ze Wzgórzami Dolnobawarskimi.

#### Południowe Przedgórze Alpejskie
Jest długim i wąskim pasem ciągnącym się wzdłuż Alp o charakterze młodoglacjalnym. Jest to teren powyżej 600 m n.p.m. z licznymi wzgórzami morenowymi mającymi niekiedy charakter gór niskich, osiągającymi do 1129 m n.p.m. (Ursersberg), oraz wieloma jeziorami:
| Nazwa                                     | Powierzchnia [km²] | Głębokość [m] | Objętość [km³] | Wysokość tafli wody n.p.m. [m] | Widok |
| ----------------------------------------- | ------------------ | ------------- | -------------- | ------------------------------ | ----- |
| Grn. Jezioro Bodeńskie Bodensee, Obersee  | 472                | 251           | 47,6           | 395,33                         |       |
| Chiemsee                                  | 79,9               | 73,4          | 2,05           | 518,2                          |       |
| Dln. Jezioro Bodeńskie Bodensee, Untersee | 62                 | 45            | 0,8            | 395,11                         |       |
| Starnberger See                           | 56,4               | 127,8         | 3,0            | 584                            |       |
| Ammersee                                  | 46,6               | 81,1          | 1,75           | 532,9                          |       |

### Budowa geologiczna
Jest przedgórskim zapadliskiem, w trzeciorzędzie wypełniło się molasą (miąższość do 3500 m). 

## Przyroda
W miejscach naturalnej szaty leśnej znajdują się obecnie bory świerkowe lub pola uprawne. Znaczną część torfowisk osuszono, mimo to zachowały się obszary torfowisk i łęgów chronione dziś przez rezerwaty przyrody. Na północy regionu znajduje się największy na świecie obszar upraw chmielu.

## Demografia
Na terenie regionu znajduje się ludna aglomeracja Monachium. Poza tym do większych miast zaliczają się: Augsburg, Ulm, Ratyzbona, Ingolstadt. Poza nimi jest to obszar o gęstości zaludnienia nieco niższej niż średnia niemiecka. Wyżynę bawarską zamieszkują grupy etniczne Bawarów i Szwabów.